# 林袋鼬属
林袋鼬屬（短毛袋鼬）（学名：Murexia），哺乳綱袋鼬科的一屬，而與林袋鼬屬（短毛袋鼬）同科的動物尚有紋袋鼬屬（三紋袋鼬）、長爪袋鼬屬（長爪袋鼬）、袋鼬屬（澳洲袋鼬）、西澳袋鼬屬等之數種哺乳動物。

## 下属物种
本属包括以下物种：
- Murexia longicaudata (Schlegel, 1866)